# جيري مكوي
جيري مكوي (بالإنجليزية: Gerry McCoy)‏ هو لاعب كرة قدم بريطاني في مركز الهجوم، ولد في 24 ديسمبر 1960 في غلاسكو في المملكة المتحدة. لعب مع بيرويك راينجرز ونادي ألبيون روفرز ونادي بارتيك ثيسل ونادي دمبرتون ونادي فالكيرك ونادي كلايد وهارت أوف ميدلوثيان.